# Selecționata de fotbal din Curaçao
Selecționata de fotbal din Curaçao este echipa oficială de fotbal a statului Curaçao (parte a Regatului Țărilor de Jos), care reprezintă țara în competițiile fotbalistice internaționale. Echipa este gestionată de către Federația de Fotbal din Curaçao.

## Rezultate recente și meciuri viitoare

### 2011
| 18 august 2011Meci amical | Republica Dominicană | 1 – 0  | Curaçao | San Cristóbal, Republica Dominicană                                         |  |
|                           |                      | Raport |         | Stadion: Estadio Panamericano Arbitru: Sandy Vasquez (Republica Dominicană) |  |

| 21 august 2011Meci amical | Republica Dominicană | 1 – 0  | Curaçao | San Cristóbal, Republica Dominicană                                               |  |
|                           |                      | Raport |         | Stadion: Estadio Panamericano Arbitru: Juan Carlos Hidalgo (Republica Dominicană) |  |

| 2 septembrie 2011Prelim. CMF 2014 | Antigua și Barbuda | 5 – 2  | Curaçao | North Sound, Antigua and Barbuda                                                                    |  |
|                                   |                    | Raport |         | Stadion: Sir Vivian Richards Stadium Spectatori: 2,000 Arbitru: Javier Sanots Escobar (Puerto Rico) |  |

| 6 septembrie 2011Prelim. CMF 2014 | Curaçao | 2 – 4  | Haiti | Willemstad, Curaçao                                                                 |  |
|                                   |         | Raport |       | Stadion: Stadion Ergilio Hato Spectatori: 5,000 Arbitru: Jeffrey Solis (Costa Rica) |  |

| 23 septembrie 2011Meci amical | Surinam | 2 – 0  | Curaçao | Paramaribo, Suriname                                              |  |
|                               |         | Raport |         | Stadion: André Kamperveen Stadion Arbitru: Andy Pireau (Suriname) |  |

| 25 septembrie 2011Meci amical | Surinam | 2 – 2  | Curaçao | Paramaribo, Suriname                                              |  |
|                               |         | Raport |         | Stadion: André Kamperveen Stadion Arbitru: Andy Pireau (Suriname) |  |

| 7 octombrie 2011Prelim. CMF 2014 | Curaçao | 0 – 1  | Antigua și Barbuda | Willemstad, Curaçao                                                              |  |
|                                  |         | Raport |                    | Stadion: Stadion Ergilio Hato Spectatori: 2,563 Arbitru: Oscar Reyna (Guatemala) |  |

| 11 octombrie 2011Prelim. CMF 2014 | Haiti | 2 – 2  | Curaçao | Port-au-Prince, Haiti                                                            |  |
|                                   |       | Raport |         | Stadion: Stade Sylvio Cator Spectatori: 7,800 Arbitru: Leon Clarke (Saint Lucia) |  |

| 11 noiembrie 2011Prelim. CMF 2014 | Insulele Virgine Americane | 0 – 3  | Curaçao | Frederiksted, United States Virgin Islands                                         |  |
|                                   |                            | Raport |         | Stadion: Paul E. Joseph Stadium Spectatori: 210 Arbitru: Mauricio Navarro (Canada) |  |

| 15 noiembrie 2011Prelim. CMF 2014 | Curaçao | 6 – 1  | Insulele Virgine Americane | Willemstad, Curaçao                                                                 |  |
|                                   |         | Raport |                            | Stadion: Stadion Ergilio Hato Spectatori: 2,000 Arbitru: Valdrin Legister (Jamaica) |  |

| 2 decembrie 2011ABCS Tournament | Curaçao | 1 – 3  | Bonaire | Paramaribo, Suriname                    |  |
|                                 |         | Raport |         | Stadion: Dr. Ir. Franklin Essed Stadion |  |

| 4 decembrie 2011ABCS Tournament | Surinam | 2 – 0  | Curaçao | Paramaribo, Suriname                                                        |  |
|                                 |         | Raport |         | Stadion: Dr. Ir. Franklin Essed Stadion Arbitru: Kenneth Brigitha (Curaçao) |  |

### 2012
| 13 iulie 2012ABCS Tournament | Aruba                                                            | 3 – 2  | Curaçao                                           | Oranjestad, Aruba                                                               |  |
| 21:00                        | Gilkes 2' Baten 11' Raven 44' 44' Bergen Rensy 74' 76' Abdul 80' | Raport | Albertus 12' J. Martina 70' Colina 72' Poppen 84' | Stadion: Guillermo Prospero Trinidad Stadium Arbitru: Antonius Pinas (Suriname) |  |

| 15 iulie 2012ABCS Tournament | Bonaire | 2 – 9  | Curaçao | Oranjestad, Aruba                            |  |
|                              |         | Raport |         | Stadion: Guillermo Prospero Trinidad Stadium |  |

| 21 octombrie 20122012 Caribbean Champ. Q | Sfânta Lucia                                                                   | 5 – 1  | Curaçao                      | Gros Islet, Saint Lucia                                                                    |  |
| 19:30                                    | Paul 14' 54' Valcin 44' Charles 51' Joseph 77' Charlemagne 87' Frederick 90+2' | Raport | Delando 34' 89' · Isenia 48' | Stadion: Beausejour Stadium Spectatori: 1,650 Arbitru: Bryan Willett (Antigua and Barbuda) |  |

| 23 octombrie 20122012 Caribbean Champ. Q | Curaçao                                                                  | 1 – 2  | Guyana                                        | Gros Islet, Saint Lucia                                                      |  |
|                                          | Felomina 49' · Nelson 53' (o.g.) · N. Martina 54' · Bartholomeus 75' 89' | Raport | Mills 1' Richardson 42' (pen.) Williams 90+1' | Stadion: Beausejour Stadium Spectatori: 750 Arbitru: Raymond Bogle (Jamaica) |  |

| 25 octombrie 20122012 Caribbean Champ. Q | Sfântul Vicențiu și Grenadine                          | 4 – 0  | Curaçao             | Gros Islet, Saint Lucia                                                                   |  |
|                                          | Stewart 8', 76' Trimmingham 44' Hamlett 58' Samuel 78' | Raport | Lake 43' Colina 62' | Stadion: Beausejour Stadium Spectatori: 852 Arbitru: Sandy Vasquez (Republica Dominicană) |  |

### 2013
| 15 noiembrie 2013ABCS Tournament | Curaçao         | 2 – 0  | Aruba | Willemstad, Curaçao           |  |
| 20:00                            | Isenia 14', 31' | Raport |       | Stadion: Ergilio Hato Stadium |  |

| 16 noiembrie 2013ABCS Tournament | Curaçao      | 1 – 3  | Surinam                    | Willemstad, Curaçao                                              |  |
| 20:00                            | Leuteria 43' | Raport | V. Pinas 3' Najoe 67', 88' | Stadion: Ergilio Hato Stadium Arbitru: Javier Jauregui (Curaçao) |  |

### 2014
| 3 septembrie 20142014 Caribbean Cup qualification | Puerto Rico | v      | Curaçao | Bayamón, Puerto Rico                 |  |
|                                                   |             | Raport |         | Stadion: Estadio Juan Ramón Loubriel |  |

| 5 septembrie 20142014 Caribbean Cup qualification | Curaçao | v      | Grenada | Bayamón, Puerto Rico                 |  |
|                                                   |         | Raport |         | Stadion: Estadio Juan Ramón Loubriel |  |

| 7 septembrie 20142014 Caribbean Cup qualification | Curaçao | v      | Guyana Franceză | Bayamón, Puerto Rico                 |  |
|                                                   |         | Raport |                 | Stadion: Estadio Juan Ramón Loubriel |  |

## Lotul actual
Următorii jucători au fost convocați în 2013 pentru meciurile ocntra Arubei și Surinamului din 15–16 noiembrie 2013.
| Nr. | Poz. | Jucător              | Data nașterii (vârsta)         | Selecții | Goluri | Club              |
| --- | ---- | -------------------- | ------------------------------ | -------- | ------ | ----------------- |
|     | P    | Rowendy Sumter       | 19 mai 1988 (36 de ani)        | 8        | 0      | Jong Holland      |
|     | P    | Jarzinho Pieter      | 11 noiembrie 1987 (37 de ani)  | 1        | 0      | Centro Dominguito |
|     | P    | Sigeurd Obispo       | 20 noiembrie 1994 (30 de ani)  | 1        | 0      | Victory Boys      |
|     | P    | Quincey Passial      | 27 martie 1995 (29 de ani)     | 0        | 0      | CSD Barber        |
|     |      |                      |                                |          |        |                   |
|     | F    | Cuco Martina         | 25 septembrie 1989 (35 de ani) | 10       | 0      | FC Twente         |
|     | F    | Shanon Carmelia      | 20 martie 1989 (36 de ani)     | 6        | 2      | JVC Cuijk         |
|     | F    | Richenel Doran       | 16 iulie 1978 (46 de ani)      | 6        | 0      | Jong Holland      |
|     | F    | Nathan Martina       | 29 septembrie 1993 (31 de ani) | 4        | 0      | Jong Holland      |
|     | F    | Gillian Justiana     | 5 martie 1991 (34 de ani)      | 3        | 0      | Helmond Sport     |
|     | F    | Sorandley Tomsjansen | 21 mai 1984 (40 de ani)        | 3        | 0      | Hubentut Fortuna  |
|     | F    | Jervine Mook         | 28 mai 1990 (34 de ani)        | 2        | 0      | S.U.B.T.          |
|     |      |                      |                                |          |        |                   |
|     | M    | Everon Espacia       | 22 februarie 1984 (41 de ani)  | 10       | 3      | Hubentut Fortuna  |
|     | M    | Jurensley Martina    | 10 august 1993 (31 de ani)     | 4        | 3      | CSD Barber        |
|     | M    | Lendell Johannes     | 13 decembrie 1990 (34 de ani)  | 3        | 0      | Banda Abou        |
|     | M    | Shurvey Delando      | 20 martie 1989 (36 de ani)     | 2        | 0      | Banda Abou        |
|     | M    | Ruensly Leuteria     |                                | 1        | 0      | CSD Barber        |
|     | M    | Tyrone Maria         | 24 septembrie 1984 (40 de ani) | 1        | 0      | La Fama           |
|     | M    | Hayrick Jansen       |                                | 1        | 0      | Hubentut Fortuna  |
|     | M    | Vidarrell Merencia   | 4 martie 1994 (31 de ani)      | 1        | 0      | ADO Den Haag      |
|     | M    | Stallone Isenia      | 5 decembrie 1987 (37 de ani)   | 1        | 0      | S.U.B.T.          |
|     | M    | Quinton Christina    | 3 mai 1995 (29 de ani)         | 0        | 0      | Jong Holland      |
|     |      |                      |                                |          |        |                   |
|     | A    | Mirco Colina         | 23 mai 1990 (34 de ani)        | 10       | 3      | Centro Dominguito |
|     | A    | Vilyson Lake         | 8 februarie 1987 (38 de ani)   | 10       | 1      | Victory Boys      |
|     | A    | Randel Winklaar      | 15 iulie 1994 (30 de ani)      | 4        | 0      | Victory Boys      |
|     | A    | Benjamin Martha      | 28 noiembrie 1981 (43 de ani)  | 1        | 0      | Kozakken Boys     |
|     | A    | Randall Labordus     | 22 decembrie 1991 (33 de ani)  | 0        | 0      | CSD Barber        |
|     | A    | Rugin Snoijl         | 6 iulie 1984 (40 de ani)       | 0        | 0      | Hubentut Fortuna  |
|     | A    | Germain Geerman      | 26 noiembrie 1989 (35 de ani)  | 0        | 0      | S.U.B.T.          |

### Convocări recente
| Poz. | Jucător               | Data nașterii (vârsta)         | Selecții | Goluri | Club                    | Ultima convocare                                     |
| ---- | --------------------- | ------------------------------ | -------- | ------ | ----------------------- | ---------------------------------------------------- |
| P    | Rugenio Josephia      | 1 decembrie 1989 (35 de ani)   | 5        | 0      | TSV NOAD                | v. Insulele Virgine Americane, noiembrie 15, 2011    |
| P    | Marcello Pisas        | 4 septembrie 1977 (47 de ani)  | 7        | 0      | Deportivo Barber        | v. Insulele Virgine Americane, noiembrie 15, 2011    |
| P    | Myron Clarinda        | 1 iunie 1993 (31 de ani)       | 3        | 0      |                         | v. Sfântul Vicențiu și Grenadine, octombrie 25, 2012 |
| P    | Wencho Farrell        | 25 decembrie 1982 (42 de ani)  | 2        | 0      | HVV Hollandia           | v. Haiti, septembrie 6, 2011                         |
|      |                       |                                |          |        |                         |                                                      |
| F    | Glenciene Gregoria    | 17 septembrie 1992 (32 de ani) | 8        | 0      | Sithoc                  | v. Surinam, decembrie 4, 2011                        |
| F    | Angelo Cijntje        | 9 noiembrie 1980 (44 de ani)   | 9        | 1      | SC Veendam              | v. Insulele Virgine Americane, noiembrie 15, 2011    |
| F    | Fernando Zimmerman    | 31 mai 1992 (32 de ani)        | 6        | 0      | CRKSV Jong Holland      | v. Insulele Virgine Americane, noiembrie 15, 2011    |
| F    | Joël Victoria         | 7 aprilie 1990 (34 de ani)     | 5        | 0      | VESTA                   | v. Insulele Virgine Americane, noiembrie 15, 2011    |
| F    | Shuremy Felomina      | 4 martie 1995 (30 de ani)      | 4        | 0      | CVV Willemstad          | v. Sfântul Vicențiu și Grenadine, octombrie 25, 2012 |
| F    | Ruchendro Kierindongo | 3 iunie 1993 (31 de ani)       | 4        | 0      | VESTA                   | v. Sfântul Vicențiu și Grenadine, octombrie 25, 2012 |
| F    | Christopher Isenia    | 29 octombrie 1993 (31 de ani)  | 4        | 1      | CVC Zebra's             | v. Sfântul Vicențiu și Grenadine, octombrie 25, 2012 |
| F    | Rowendley Poppen      | 22 ianuarie 1993 (32 de ani)   | 4        | 0      | Victory Boys            | v. Sfântul Vicențiu și Grenadine, octombrie 25, 2012 |
| F    | Hubertson Pauletta    | 3 iunie 1989 (35 de ani)       | 3        | 0      | SC Feyenoord            | v. Insulele Virgine Americane, noiembrie 11, 2011    |
| F    | Angelo Martha         | 29 aprilie 1982 (42 de ani)    | 3        | 0      | AGOVV Apeldoorn         | v. Haiti, septembrie 6, 2011                         |
| F    | Kenneth Cicilia       | 28 iunie 1981 (43 de ani)      | 2        | 0      | Dijkse Boys             | v. Haiti, septembrie 6, 2011                         |
| F    | Raynick Damasco       | 7 martie 1991 (34 de ani)      | 2        | 0      | AGOVV Apeldoorn         | v. Haiti, septembrie 6, 2011                         |
| F    | Bryan Anastatia       | 14 iulie 1992 (32 de ani)      | 3        | 0      | CRKSV Jong Holland      | v. Antigua și Barbuda, septembrie 3, 2011            |
|      |                       |                                |          |        |                         |                                                      |
| M    | Frenly Servania       | 4 iunie 1988 (36 de ani)       | 5        | 0      |                         | v. Surinam, decembrie 4, 2011                        |
| M    | Ashar Bernardus       | 21 decembrie 1985 (39 de ani)  | 6        | 0      | SV Britannia            | v. Sfântul Vicențiu și Grenadine, octombrie 25, 2012 |
| M    | Christy Bonevacia     | 25 decembrie 1985 (39 de ani)  | 6        | 0      | Zwaluwen '30            | v. Insulele Virgine Americane, noiembrie 15, 2011    |
| M    | Jerachmeël Cleofa     | 26 septembrie 1990 (34 de ani) | 2        | 0      | Deportivo Barber        | v. Insulele Virgine Americane, noiembrie 15, 2011    |
| M    | Javier Martina        | 1 februarie 1987 (38 de ani)   | 3        | 0      | FC Dordrecht            | v. Haiti, octombrie 11, 2011                         |
| M    | Angelo Zimmerman      | 19 martie 1984 (41 de ani)     | 6        | 2      | WKE                     | v. Haiti, septembrie 6, 2011                         |
| M    | Anton Jongsma         | 13 ianuarie 1983 (42 de ani)   | 5        | 1      | WKE                     | v. Haiti, septembrie 6, 2011                         |
| M    | Geryon Alberto        | 16 octombrie 1993 (31 de ani)  | 3        | 0      | OJC Rosmalen            | v. Insulele Virgine Americane, noiembrie 15, 2011    |
| M    | Abdiël Pinedo         | 2 ianuarie 1994 (31 de ani)    | 4        | 0      |                         | v. Insulele Virgine Americane, noiembrie 15, 2011    |
| M    | Richenel Lourens      | 29 ianuarie 1995 (30 de ani)   | 3        | 0      |                         | v. Insulele Virgine Americane, noiembrie 15, 2011    |
|      |                       |                                |          |        |                         |                                                      |
| A    | Sendley Sidney Bito   | 20 iulie 1983 (41 de ani)      | 8        | 2      | Fajr Sepasi             | v. Surinam, decembrie 4, 2011                        |
| A    | Daymon Lodovica       | 16 august 1989 (35 de ani)     | 5        | 2      | Banda Abou              | v. Surinam, decembrie 4, 2011                        |
| A    | Charles Martina       | 31 ianuarie 1983 (42 de ani)   | 3        | 0      | Deportivo Barber        | v. Surinam, decembrie 4, 2011                        |
| A    | Rocky Siberie         | 24 martie 1982 (43 de ani)     | 8        | 6      | Pro Settimo             | v. Insulele Virgine Americane, noiembrie 15, 2011    |
| A    | Gersinio Constancia   | 6 aprilie 1990 (34 de ani)     | 4        | 0      | GVV Unitas              | v. Haiti, septembrie 6, 2011                         |
| A    | Orin de Waard         | 3 iunie 1988 (36 de ani)       | 2        | 1      | FC Lienden              | v. Haiti, septembrie 6, 2011                         |
| A    | Rihairo Meulens       | 3 iunie 1988 (36 de ani)       | 1        | 1      | Almere City             | v. Haiti, septembrie 6, 2011                         |
| A    | Dyron Daal            | 11 octombrie 1983 (41 de ani)  | 6        | 0      | Kienlongbank Kien Giang | v. Antigua și Barbuda, septembrie 3, 2011            |

Note
- Selecțiile nu includ meciurile jucate pentru Antilele Olandeze, ci doar pentru Curaçao.
- INJ Jucător scos din lot din cauza unei accidentări.*

## Antrenori
ca Antilele Olandeze (16 Dec 1946 — 18 Aug 2011)
- Jan Zwartkruis (1978–81)
- Pim Verbeek (2004–2005)
- Etiëne Silee (2005–2007)
- Leen Looyen (2007–2009)
- Remko Bicentini (2009–2011)

 ca Curaçao (18 august 2011 — prezent)
- Manuel Bilches (2011–2012)
- Ludwig Alberto (2012–prezent)

## Rezultate all-time contra altor țări
La 26.10.2012.
Următoarele meciuri au fost jucate ca  Antilele Neerlandeze (din 16 decembrie 1946 până la 18 august 2011)
| Echipa                        | MJ  | V  | E  | Î  |
| ----------------------------- | --- | -- | -- | -- |
| Haiti                         | 18  | 1  | 4  | 13 |
| Trinidad și Tobago            | 17  | 1  | 6  | 10 |
| Surinam                       | 16  | 5  | 4  | 7  |
| El Salvador                   | 16  | 1  | 4  | 11 |
| Costa Rica                    | 15  | 3  | 1  | 11 |
| Mexic                         | 12  | 2  | 3  | 7  |
| Jamaica                       | 10  | 4  | 3  | 7  |
| Honduras                      | 10  | 2  | 4  | 4  |
| Cuba                          | 9   | 6  | 1  | 2  |
| Antigua și Barbuda            | 9   | 5  | 2  | 2  |
| Guatemala                     | 9   | 2  | 5  | 2  |
| Nicaragua                     | 7   | 6  | 0  | 1  |
| Panama                        | 7   | 4  | 1  | 2  |
| Venezuela                     | 6   | 3  | 1  | 2  |
| Guyana                        | 6   | 1  | 1  | 4  |
| Puerto Rico                   | 4   | 4  | 0  | 0  |
| Grenada                       | 4   | 1  | 3  | 0  |
| Statele Unite ale Americii    | 4   | 0  | 2  | 2  |
| Aruba                         | 2   | 1  | 1  | 0  |
| Republica Dominicană          | 2   | 0  | 1  | 1  |
| Sfânta Lucia                  | 1   | 0  | 1  | 0  |
| Sfântul Vicențiu și Grenadine | 1   | 0  | 1  | 0  |
| Argentina                     | 1   | 0  | 0  | 1  |
| Barbados                      | 1   | 0  | 0  | 1  |
| Insulele Bermude              | 1   | 0  | 0  | 1  |
| Insulele Cayman               | 1   | 0  | 0  | 1  |
| Total                         | 189 | 52 | 49 | 88 |

Următoarele meciuri au fost jucate ca  Curaçao (din 18 august 2011 până în prezent)
| Echipa                        | MJ | V | E | Î  |
| ----------------------------- | -- | - | - | -- |
| Surinam                       | 3  | 0 | 1 | 2  |
| Insulele Virgine Americane    | 2  | 2 | 0 | 0  |
| Aruba                         | 2  | 1 | 0 | 1  |
| Haiti                         | 2  | 0 | 1 | 1  |
| Antigua și Barbuda            | 2  | 0 | 0 | 2  |
| Republica Dominicană          | 2  | 0 | 0 | 2  |
| Guyana                        | 1  | 0 | 0 | 1  |
| Sfânta Lucia                  | 1  | 0 | 0 | 1  |
| Sfântul Vicențiu și Grenadine | 1  | 0 | 0 | 1  |
| Total                         | 16 | 3 | 2 | 11 |

## Palmares
Ca  Antilele Neerlandeze
- Jocurile Americii Centrale și Caraibelor (2): 1950, 1962